# Viktor Hald Thorup
Viktor Hald Thorup (Slagelse, 14 augustus 1994) is een Deense langebaanschaatser. Hij is gespecialiseerd in het rijden van de lange afstanden.
Voordat hij begon met schaatsen startte hij in 2002 als inline skater. Tijdens zijn inline carrière haalde hij diverse titels waaronder de derde plaats bij de Europese Kampioenschappen Inline skating relay U16. Ook werd hij onder andere Frans Nationaal kampioen en won diverse Deense nationale titels. Thorup realiseerde in 2018 de beste Deense prestatie ooit door op de Olympische Winterspelen als vijfde te eindigen op de massa start.

## Persoonlijk
Thorup is getrouwd met de Russische shorttrackster Sofja Prosvirnova.

## Persoonlijke records
| Afstand      | Tijd      | Datum             | Baan           |
| ------------ | --------- | ----------------- | -------------- |
| 500 meter    | 38,06     | 21 oktober 2023   | Salt Lake City |
| 1000 meter   | 1.12,69   | 31 augustus 2019  | Salt Lake City |
| 1500 meter   | 0 1.47,24 | 21 oktober 2023   | Salt Lake City |
| 3000 meter   | 0 3.43,31 | 30 september 2023 | Salt Lake City |
| 5000 meter   | 0 6.17,68 | 3 december 2021   | Salt Lake City |
| 10.000 meter | 13.15,24  | 17 december 2022  | Calgary        |

(laatst bijgewerkt: 1 januari 2025)

## Resultaten
| Jaar | EK Allround             | WK Allround             | WK Afstanden                       | Olympische Spelen           | Wereldbeker                         | WK Junioren           |  |
| ---- | ----------------------- | ----------------------- | ---------------------------------- | --------------------------- | ----------------------------------- | --------------------- |  |
| 2013 |                         |                         |                                    |                             | 0p massastart                       | 15e (31e, 7e, 9e, 6e) |  |
| 2014 |                         |                         |                                    |                             | 0p 1500m 0p 5k/10k                  | 7e 5000m              |  |
| 2015 | NC20 (20e, 20e, 20e, -) |                         | 18e 5000m                          |                             | 45e 1500m 41e 5k/10k 37e massastart |                       |  |
| 2016 |                         |                         | 19e 5000m 22e massastart           |                             | 56e 1500m 18e 5k/10k 13e massastart |                       |  |
| 2017 | NC20 (22e, 16e, 20e, -) |                         | 17e 5000m 13e massastart           |                             | 0p 1500m 40e 5k/10k 17e massastart  |                       |  |
| 2018 |                         | NC21 (22e, 10e, 21e, -) |                                    | 5e massastart               | 0p 1500m 38e 5k/10k                 |                       |  |
| 2019 |                         | NC22 (24e, 9e, 21e, -)  | 23e massastart                     |                             | 62e 1500m 24e 5k/10k 13e massastart |                       |  |
| 2020 |                         |                         |                                    |                             | 0p 1500m 43e 5k/10k                 |                       |  |
| 2021 |                         |                         |                                    |                             | 45e 5k/10k 15e massastart           |                       |  |
| 2022 |                         |                         |                                    | 19e 5000m HF 10e massastart | 45e 5k/10k 9e massastart            |                       |  |
| 2023 |                         |                         | HF 9e massastart DNF achtervolging |                             | 34e 5k/10k 17e massastart           |                       |  |
| 2024 |                         | NC19 (24e, 14e, 20e, -) |                                    |                             | 0p 1500m 53e 5k/10k 26e massastart  |                       |  |
| 2025 |                         |                         | 14e massastart                     |                             | 0p 1500m 35e 5k/10k 20e massastart  |                       |  |

(#, #, #, #) = afstandspositie op allroundtoernooi (500m, 5000m, 1500m, 10000m). Junioren: (500m, 3000m, 1500m, 5000m)
NC# = niet aan de afsluitende vierde afstand deelgenomen